# 青墩遗址
青墩遗址是一处位于中国江苏省南通市海安县青墩村的古遗址。于2006年5月成为第六批全国文物保护建筑之一。该遗址于1973年8月开挖青墩新河时为村民所发现，随后经过76年、78年和79年的三次挖掘，出土文物1000余件。